# نوئل گالون
نوئل گالون (انگلیسی: Noël Gallon; ۱۱ سپتامبر ۱۸۹۱ – ۲۶ دسامبر ۱۹۶۶) آهنگساز، مربی موسیقی، نویسنده، و استاد دانشگاه اهل فرانسه بود.
وی همچنین برندهٔ جوایزی همچون لژیون دونور و جایزه بزرگ رم شده‌است.
زندگینامه : گالن که در منطقه 6 پاریس به دنیا آمد، برادر کوچکتر آهنگساز ژان گالن بود که با او در کنسرواتوار پاریس به مطالعه هارمونی پرداخت. در سال 1910 با کانتاتا Acis et Galathée برنده جایزه رم شد. در سال 1920 به عنوان استاد سولفژ به هیئت علمی کنسرواتوار پیوست. او در سال 1926 تدریس کنترپوان را در مدرسه آغاز کرد. بسیاری از شاگردان برجسته او عبارتند از آهنگسازان مشهوری چون کلود آریو، تونی اوبین، جوسلین بینه، گرد بودر، پل بونو، پیر دروو، موریس دوروفله، هانری دوتیلو، اولوی جمال ارکین، لوکاس. فوس، ژان هوبو، پل کوئنتز، پائول موریس، شیان شینگهای، اولیویه مسیئن، پدرو ایپوچه ریوا و رنه ساورگین.